# 가미이타바시역
가미이타바시역(일본어: 上板橋駅, かみいたばしえき)은 일본 도쿄도 이타바시구에 있는 도부 철도 도조 본선 역이다. 역 번호는 TJ 07이다.

## 역사
- 1914년 6월 17일: 영업 개시.

## 역 구조
섬식 승강장 2면 4선의 지상역에서 교상역사를 갖는다.
개찰구는 1곳에서 출입구는 북문과 남문이 있다. 개찰 내에 두 승강장과 개찰구 층을 연결하는 에스컬레이터와 엘리베이터 및 휠체어, 오스토 메이트 대응의 것을 병설한 화장실이 설치되어 있다. 개찰 외의 에스컬레이터와 엘리베이터는 북문 쪽에만 설치되어 있다. 엘리베이터와 다기능 화장실을 신설하면서 하행 승강장에 있는 화장실을 나리마스 방향으로 옮겼다. 그리고, 이 것이 완성됨과 동시에 개찰구 층으로 승강장, 북문과 개찰구 층을 연결하는 계단을 새로 건설했다.
개표 전에는 도부 트래블이 위치하고 2012년부터 개찰 층의 대폭적인 리노베이션을 갖고 새로 훼미리마트와 QB하우스가 들어섰다.

### 승강장
| 번호 | 노선    | 방향 | 행선                          |
| ---- | ------- | ---- | ----------------------------- |
| 1・2 | 도조 선 | 하행 | 나리마스・시키・가와고에 방면 |
| 3・4 | 도조 선 | 상행 | 오야마・이케부쿠로 방면       |

## 역 주변

### 기타구치
- 이타바시 구 국립 교육 과학관 - 도보 5분
  - 이타바시 구 도키와다이 지역 센터
- 이타바시 구립 헤이와 공원
- 이타바시 나카다이 우체국
- 미쓰비시도쿄UFJ은행 이케부쿠로 지점 가미이타바시 역 출장소
- 도부 스토어 본사
- 이토 요카도 가미이타바시점 - 도보 5분

### 미나미구치
- 조호쿠 중앙공원
- 도쿄 도립 오야마 고등학교
- 조호쿠 중・고등학교
- 이타바시 구립 사쿠라가와 중학교
- 이타바시 구립 사쿠라가와 초등학교
- 가미이타바시 우체국
- 시치켄가 공원

## 사진

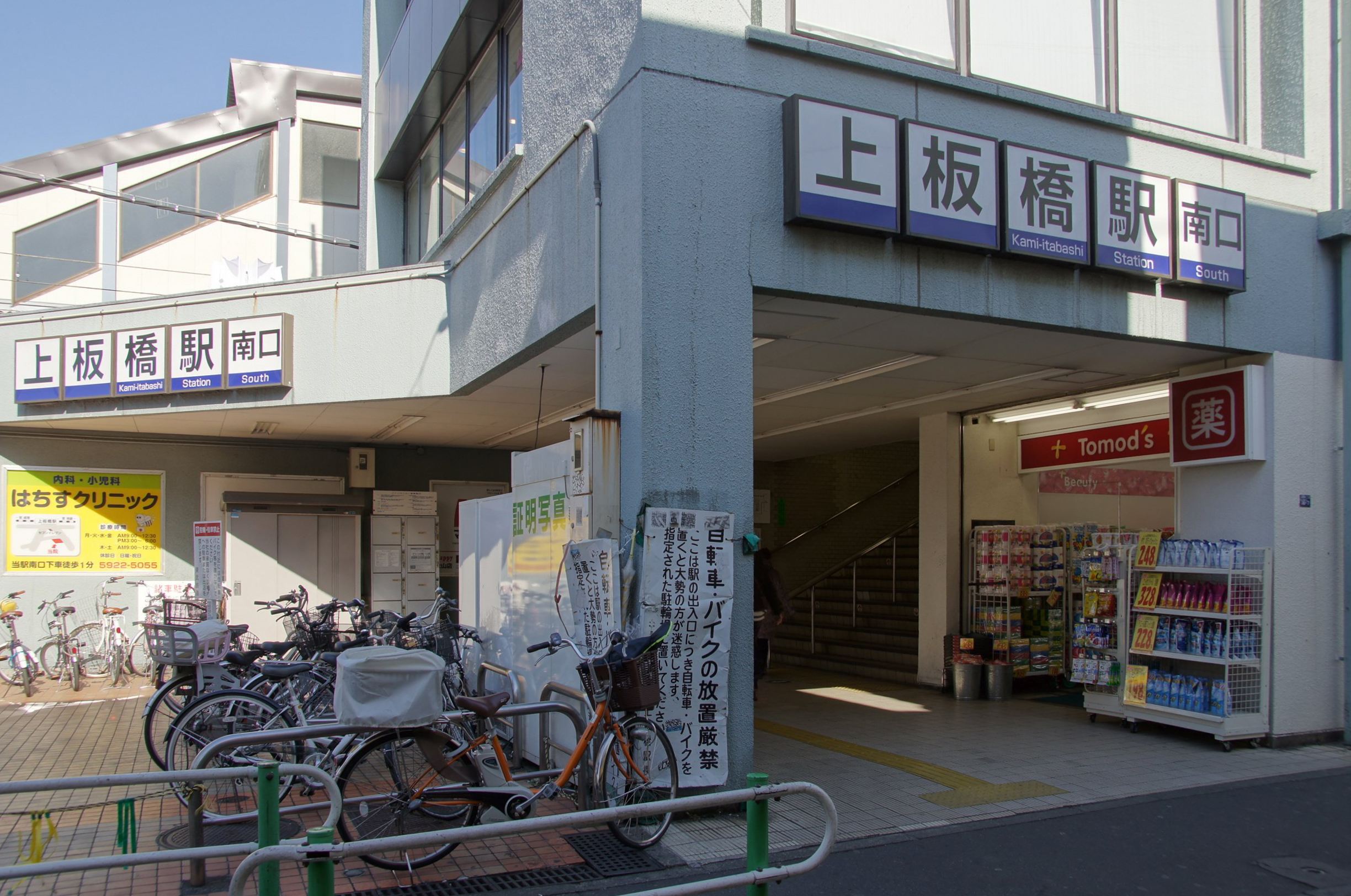
남쪽 출입구
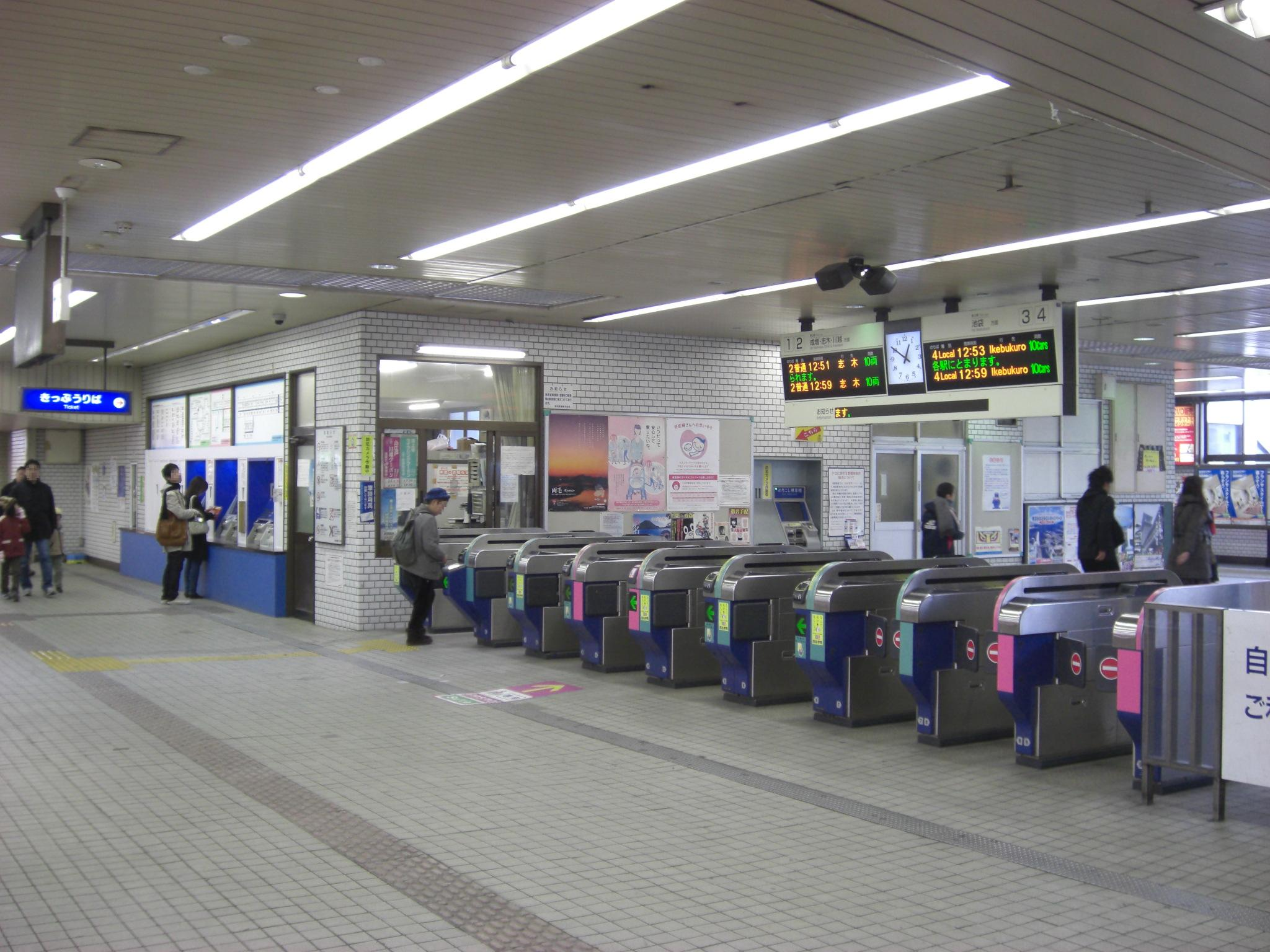
개찰구

## 인접역
| 도부 철도 도조 본선              | 도부 철도 도조 본선 | 도부 철도 도조 본선               |
| -------------------------------- | ------------------- | --------------------------------- |
| TJ 06 도키와다이 이케부쿠로 방면 | □ 보통              | 도부 네리마 TJ 08 오가와마치 방면 |